# Katharina Muff

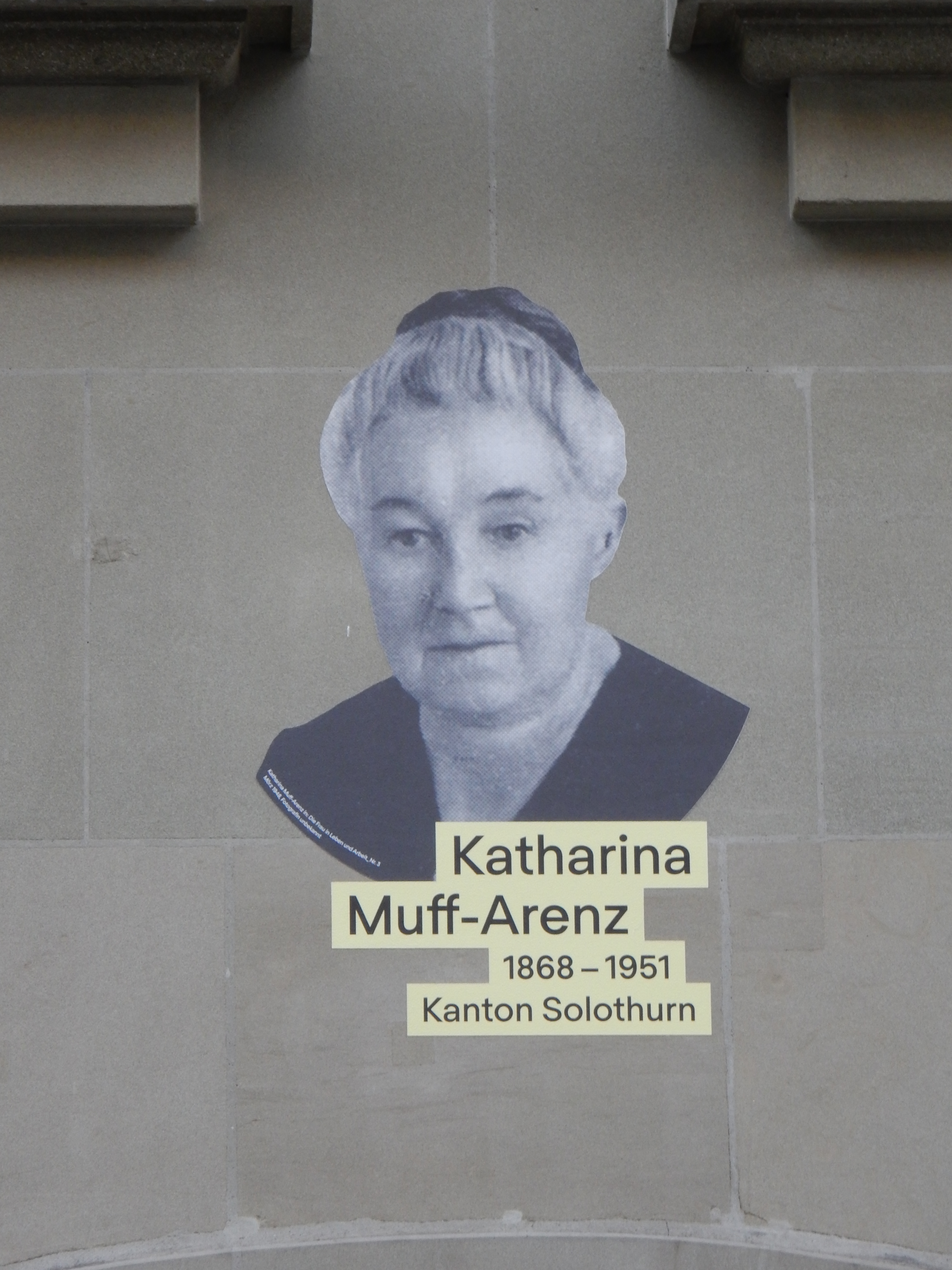
Katharina Muff-Arenz (hommage2021.ch)

Katharina Muff-Imbach (* 17. März 1868 in Altbüron, Kanton Luzern; † 14. November 1951 in Olten, Kanton Solothurn) war eine Schweizer Sozialdemokratin und Frauenrechtlerin.

## Leben
Katharina Imbach wurde als Tochter des Kleinbauern Josef Imbach und seiner Ehefrau Anna Imbach-Rölli in Altbüron im Luzerner Hinterland geboren. Sie war das erste von 13 Kindern, von denen sechs die ersten Lebensjahre überlebten. Als im Kanton Luzern wohnhaftes, auf die öffentliche Schule angewiesenes Mädchen aus ärmlichen Verhältnissen durfte sie nur viereinhalb Jahre die Schule besuchen. Als noch nicht 13-Jährige arbeitete sie für ein Jahr bei einem Bauern in Fischbach als Kindermädchen, danach arbeitete sie als «Gütermädchen» in Wauwil beim Abbau von Torf mit und später als Magd in Fischbach und Reichental (heute zu Reiden). Die schwere und entbehrungsreiche Jugendzeit war prägend für ihre spätere politische Arbeit.
Im Alter von 21 Jahren zog sie in den Kanton Solothurn, wo sie im Kurhaus Froburg oberhalb von Olten als Serviertochter arbeitete. Hier lernte sie ihren ersten Ehemann, den Gärtner Heinrich Arenz aus Bonn, kennen. Am 2. September 1890 heiratete das Paar, bezog ein Haus am Hausmattrain in Olten und führte gemeinsam eine eigene Gärtnerei mit Pflanzungen im nahen Kleinholz. Katharina wurde bald zu einer gesuchten Samenhändlerin auf den Märkten der Umgebung. Das kinderlose Ehepaar nahm eine Pflegetochter (Emma Breitler-Dennler, 1896–1978) an und zog sie auf.

Das Haus von Katharina Muff am Hausmattrain in Olten, Sommer 1949

Im Alter von 53 Jahren wurde Katharina Muff Witwe. Ein Jahr später, 1921, heiratete sie ihren 16 Jahre jüngeren Mieter, den Schlosser Jakob Muff. Die Samenhandlung führte sie weiter. Als sich erste Krankheitszeichen meldeten und ihr das Gehen schwerfiel, pflegte ihr Mann sie. Nach 27 Ehejahren starb er an einer Lungenentzündung. Ihre Pflegetochter, inzwischen selber verwitwet, zog mit den zwei jüngeren ihrer vier Kinder nach Olten und pflegte Katharina Muff während ihrer letzten Lebensjahre.

## Politik
Neben ihrer Arbeit bildete sich Katharina Muff durch Bücher weiter und hielt sich durch Zeitungen auf dem Laufenden. In der Schweiz des ausgehenden 19. Jahrhunderts sah sie viel Armut und Not unter der werktätigen Bevölkerung – ein Zustand, der sich nach ihrer festen Überzeugung nur durch den Sozialismus beseitigen liess. 1911 gründete sie die «Sozialistische Frauengruppe Olten», der sie als Präsidentin vorstand. 1923 war sie Gründerin und bis 1930 Präsidentin des «Proletarischen Frauenbundes des Kantons Solothurn», von 1930 bis 1939 Präsidentin der kantonalen SP-Frauengruppe. Von 1927 bis 1937 war sie Mitglied des Zentralvorstands der Schweizerischen SP-Frauengruppe. Regelmässig publizierte sie in den Zeitschriften «Die Vorkämpferin» und «Die Frau in Leben und Arbeit» sowie in der Zeitung «Das Volk», und sie hielt Vorträge und Reden in lebendiger und volkstümlicher Sprache. 
Katharina Muff war zu ihrer Zeit die profilierteste Vorkämpferin für die politische und soziale Gleichstellung von Mann und Frau im Kanton Solothurn. Sie genoss grosses Ansehen als mutige Frau, nicht nur bei ihren sozialdemokratischen Mitkämpferinnen, sondern auch unter den Frauen bürgerlicher Gesinnung, die ihr direktes und ehrliches Wesen schätzten.